# زیردریایی یو-۳۴۶
زیردریایی یو-۳۴۶ (به انگلیسی: German submarine U-346) یک زیردریایی بود که طول آن ۶۷٫۱ متر (۲۲۰ فوت ۲ اینچ) بود. این زیردریایی در سال ۱۹۴۳ ساخته شد.